# 2023年2月の北米寒波
2023年2月の北米寒波（2023ねん2がつのほくべいかんぱ）は、2023年の1月終盤から2月にかけて北米を襲った記録的な寒波である。

## 概要
寒波はアメリカ北東部や南部とカナダ全域を襲った。
- アメリカニューハンプシャー州ワシントン山では体感温度が氷点下78度になった。実際の気温は氷点下43度だったが、これは地域で最も記録的な最低気温である[1]。
- アメリカメイン州とカナダのケベック州をはじめとする一部カナダ東部地域でも1980年代以降で最も低い体感温度が記録されると予想された[1]。
- アメリカテキサス州やアーカンソー州も寒波に襲われ、みぞれや氷雨をともなう嵐の影響で大規模な停電が発生した。テキサス州のグレッグ・アボット知事は、2月4日に州内の一部の地域に災害宣言を出した[2]。
- カナダ最大の都市、トロントの体感温度は氷点下29度まで落ち込み、他の一部地域では体感温度が氷点下50度まで下がると予測された[1]。

## 原因
原因はカナダ沿海州からアメリカ中心部にかけて北極前線が形成されたためである。

## 影響
カナダのマニトバ州とアメリカのメイン州では当局が「今回の寒さは1世代に1回あるかの寒波」として住民に2月4日まで野外活動の制限を勧告した。
アメリカのボストンと近隣のウースター、バッファロー地域の公立学校は猛烈な寒さのため休校となった。
メイン州では樹木に含まれていた水分が凍結して膨張し、枝が裂けて落ちる現象などにより、送電線が破損し、停電が発生した。
アメリカでは、1月30日以降、悪天候により少なくとも11人が死亡した。